# Kenny Larkin

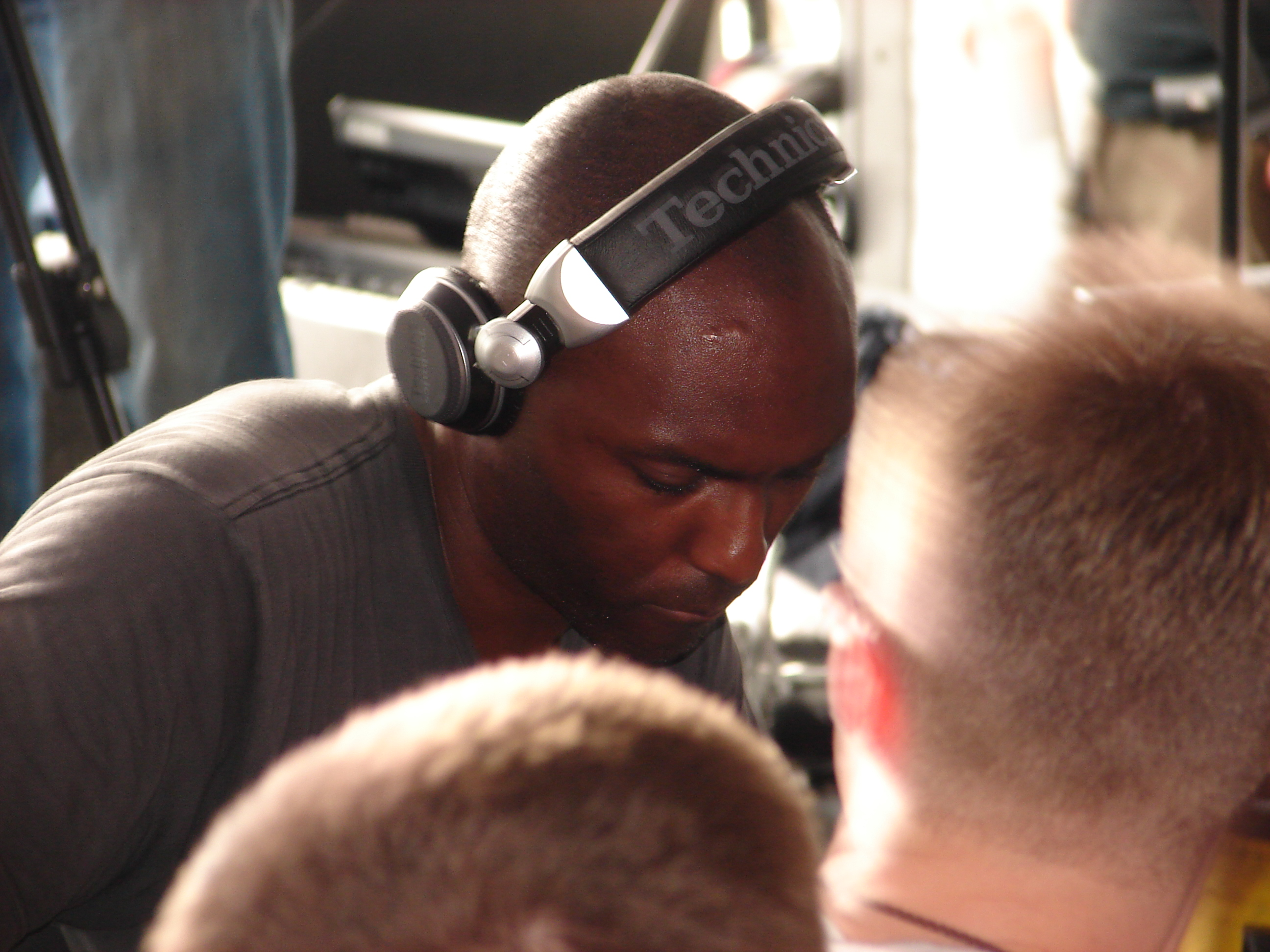
Kenny Larkin (2007)

Kenny Larkin (* 1968 in Detroit) ist ein US-amerikanischer Techno-Produzent und DJ. Er wird heute zur zweiten Welle der Detroit-Techno-Produzenten gezählt und trug in der Mitte der 1990er Jahre mit seinen eher unkonventionellen Veröffentlichungen entscheidend zur Etablierung des Intelligent-Techno-Genres bei.

## Leben
Bereits in der Schulzeit lernte Larkin über seinen Schulfreund Terrence Parker die in Detroit entstehende Techno-Szene kennen. Seine eigene musikalische Karriere begann jedoch erst 1990, nachdem er zwischen 1986 und 1988 in der United States Air Force gedient hatte. Er kehrte in seine Geburtsstadt Detroit zurück, wo er als Stand-Up-Comedian arbeiten wollte. Im Jahr 1989 lernte er Richie Hawtin kennen. Larkin kaufte seinen ersten Synthesizer, einen Yamaha DX7, und produzierte eigene Techno-Stücke.
Seine ersten Singles veröffentlichte Larkin dann auf Hawtins Label Plus 8. Nach Veröffentlichungen auf Derrick Mays Label Transmat wechselte Larkin zum britischen Electronica-Label Warp Records, auf dem 1994 sein erstes Album Azimuth erschien. In den kommenden Jahren folgten Singles und Alben auf R&S, KMS und Peacefrog.
Am 17. November 1994 wurde Larkin in Detroit von zwei Unbekannten niedergeschossen. Nach einer zwölfstündigen Operation konnte sein Leben gerettet werden. Ende der 1990er Jahre zog sich Larkin aus der Techno-Szene zurück und produzierte auch keine weiteren Stücke mehr. Er zog nach Los Angeles und wandte sich wieder verstärkt der Stand-Up-Comedy zu.
Erst 2004 erschien mit The Narcissist ein neues Album, dem bald weitere Singles und EPs folgten. Derzeit arbeitet er als Resident-DJ im Laugh-Factory-Club in Los Angeles.

## Veröffentlichungen (Auswahl)

### Alben
- 1994: Azimuth
- 1995: Metaphor
- 1997: Seven Days (als Dark Comedy)
- 2004: Funkfaker: Music Saves My Soul (als Dark Comedy)
- 2004: The Narcissist
- 2004: Movement - Detroit's Electronic Music Festival 04 (Live Mix auf DVD)
- 2005: FUSE-IN Live Sets Vol.1 (Live-Mix auf Doppel-DVD)
- 2008: Keys, Strings, Tambourines
- 2008: The Chronicles [2xCD and Limited Boxset (2xCD + 6x 12" Vinyl)]

### Singles und EPs
- 1990: We Shall Overcome
- 1991: Integration
- 1992: Corbomite Maneuver EP (als Dark Comedy)
- 1992: War Of The Worlds / Without A Sound (als Dark Comedy)
- 1994: Catatonic
- 1994: Metalurg / Maritime
- 1994: Wondering / Q (Right Brain Mix)
- 1995: Chasers / The Shit
- 1996: Loop 2
- 1997: Plankton / Clavia's North (als Dark Comedy)
- 1999: Smile
- 2004: Ancient Beats / Seduce Her
- 2004: Let Me Think
- 2005: Good God (als Dark Comedy)
- 2006: Azimuth EP
- 2006: Metaphor EP